# Робърт Лъдлъм
Робърт Лъдлъм (на английски: Robert Ludlum) е американски писател на бестселъри в жанра трилър.

## Биография
Робърт Лъдлъм е роден на 25 май 1927 г. в Ню Йорк, САЩ. Баща му умира докато той е на 7 години и той израства в Ню Джърси при свои далечни роднини. Учи в училището Rectory, а после продължава обучението си в Университета „Уесли“ намиращ се в Мидълтаун, Кънектикът, където става член на тайното студентско братство „Алфа Делта Фи“. Мечтае от малък да стане футболист, военен, актьор или писател. Тласък за кариера в областта на изкуствата му дава участието в комедийната постановка „Госпожицата“. През 1945 г. прекъсва обучението си и отива на служба в Морската пехота в Тихия океан. За месеците прекарани там той написва няколкостотин страници с впечатления. След връщането си в Мидълтаун той приключва през 1951 г. обучението си като бакалавър по изкуствата. Същата година се жени за съпругата си Мери Ридуча, с която имат три деца.
През 50-те години участва като актьор в различни сериали и телевизионни предавания. Участва в два филма – през 1952 в ролята на войника в „Силните са самотни“, и през 1954 г. – на Спартак в „Гладиатор“. През 1957 г. става продуцент в North Jersey Playhouse, а две години по-късно основава собствен театър в гр.Парамаус, Ню Джърси. До 1970 г. живее в гр.Леония, Ню Джърси и пише пиеси за собствения си театър, някои от които попадат и на Бродуей. През 1970 г. се мести със семейството си в Ню Йорк, а по-късно си купува къща и във Нейпълс, Флорида.
След много усилия, в края на 1971 г., публикува първата си книга „Наследството на Скарлати“, която въпреки опасенията на издателите бързо става бестселър. Три от романите си издава под псевдоним. През 1980 г. публикува „Самоличността на Борн“, който му донася световна слава и става начало на цяла серия романи и филми. По време на написването на своите книги Лъдлъм често пътува, особено до любимия му Париж, за да събира достатъчно материал да своите нови книги. Лъдлъм проучва всяка подробност за нещата, които ще включи в тях. За написването на „Самоличността на Борн“ Лъдлъм подробно изучава амнезията.
Произведенията му са изпълнени с технически, физически и биологични термини и названия. Възможно е опитът му от театралното изкуство да му е помогнал да разбере какво именно търси публиката в един роман. Историите му обикновено представляват сам човек или група от хора, които се борят срещу властен противник, който притежава политическа и икономическа власт и я използва по-плашещ начин.
Лъдлъм е първия писател въвел жанра „трилър“ познат на публиката сега. Той първи популяризира идеята за съвместна работа на американските и руски разузнавателни отдели и „осветяването“ на нелегалните операции на ЦРУ в САЩ, теории са обявени на времето за нереални, но се приемат като истина. Въвежда „идеята“, че терористите не са само луди екстремисти, а са пионки на правителства и организации с комерсиални цели и авторитарно управление. Произведенията му са преведени на над 32 езика в над 400 милиона екземпляра.
Много от произведенията му са екранизирани и са част от боксофиса на киното и телевизията – Уикендът на Остерман, Планът Холкрофт, Самоличността на Борн с участието на Мат Деймън, Наследството на Борн и др.
След дълги лечения и операции, които преживява успешно, Лъдлъм умира 12 март 2001 г. на 73 г. в Нейпълс, Флорида, от сърдечен пристъп вследствие на тежки изгаряния от мистериозен пожар в дома му възникнал два дни по-рано. След смъртта му са открити няколко започнати романа и бележките му към тях, които са завършени от анонимни писатели и се издават под негово име.
Освен това по идеи на Лъдлъм и под неговата т.нар. „запазена марка“ – Robert LudlumTM се издават в съавторство още няколко известни романа.

## Произведения
- Наследството на Скарлати, The Skarlati Inheritance – 1971 г.
- Уикендът на Остерман, The Osterman Weekend – 1972 г.
- Документът на Матлок, The Matlock Paper – 1973 г.
- Клопката на Тривейн, Trevayne – 1973 г. – написана под псевдонима Джонатан Райдър
- Загадката Халидон, The Cry of Halidon – 1974 г. – написана под псевдонима Джонатан Райдър
- Сделката на Ринеман, The Rhinemann Exchange – 1974 г.
- Пътят към Гандолфо, The Road to Gandolfo – 1975 г.
- Знакът на близнаците, The Gemini Contenders – 1976 г.
- Ръкописът на Чансълър, The Chancellor Manuscript – 1977 г.
- Планът Холкрофт, The Holcroft Covenant – 1978 г.
- Кръгът на Матарезе, The Matarese Circle – 1979 г.
- Самоличността на Борн, The Bourne Identity – 1980 г.
- Мозайката на Парсифал, The Parsifal Mosaic – 1982 г.
- Заговорът „Аквитания“, The Aquitaine Progression, – 1984 г.
- Превъзходството на Борн, The Bourne Supremacy – 1986 г.
- Планът „Икар“, The Icarus Agenda – 1988 г.
- Ултиматумът на Борн, The Bourne Ultimatum – 1990 г.
- Пътят до Омаха, The Road to Omaha – 1992 г.
- Ашкелон, The Scorpio Illusion – 1993 г.
- Апокалиптичния Часовник, The Apocalypse Watch – 1995 г.
- Горещата конспирация, The Matarese Countdown – 1997 г.
- Измамата на Прометей, The Prometheus Deception – 2000 г.
- Протоколът „Сигма“, The Sigma Protocol – 2001 г. (публикуван посмъртно)

### Довършени от анонимни писатели по откъси и записки на Лъдлъм след смъртта му
- Директивата „Янсън“, The Janson Directive – 2002 г.
- Предателството „Тристан“, The Tristan Betrayal – 2003 г.
- Предупреждението на Амблър, The Ambler Warning – 2005 г.
- Стратегията „Банкрофт“, The Bancroft Strategy – 2006 г.

### Написани от други автори по идеи на Лъдлъм (с Robert LudlumTM)
- Факторът на Хадес, The Hades Factor – 2000 г., с автор Гейл Линдс
- Пактът „Касандра“, The Cassandra Compact – 2001 г., с автор Филип Шелби
- Парижкият вариант, The Paris Option – 2002 г., с автор Гейл Линдс
- Аферата Олтмън, The Altman Code – 2003 г., с автор Гейл Линдс
- Отмъщението на Лазар – The Lazarus Vendetta – 2004 г., с автор Патрик Ларкин
- Московски вирус, The Moscow Vector – 2005 г., с автор Патрик Ларкин
- Мистерията „Миша“, The Arctic Event – 2007 г., с автор Джеймс Коб
- Решението на Арес, The Ares Decision – 2011 г., с автор Кайл Милс
- Репресиите на Янус, The Janus Reprisal – 2012 г., с автор Джейми Фревелети

### Продължения на книги и герои на Лъдлъм от други автори
- Наследството на Борн, The Bourne Legacy, 2004 – от Ерик Ван Лустбадер
- Предателството на Борн, The Bourne Betrayal, 2007 – от Ерик Ван Лустбадер
- Присъдата на Борн, The Bourne Sanction, 2008 – от Ерик Ван Лустбадер
- Измамата на Борн, The Bourne Deception, 2009 – от Ерик Ван Лустбадер
- Целта на Борн, The Bourne Objective, 2010 – от Ерик Ван Лустбадер
- Властта на Борн, The Bourne Dominion, 2011 – от Ерик Ван Лустбадер
- Заповедтта на Борн, The Bourne Imperative, 2012 – от Ерик Ван Лустбадер
- Командата на Янсон, The Janson Command, 2012 – от Пол Гарисън

### Филми и минисериали по романите на Лъдлъм
- 1977 – Сделката на Ринеман, минисериал със Стивън Колинс и Лорън Хътън
- 1983 – Уикендът на Остерман, с Рютгер Хауер
- 1985 – Планът Холкрофт, с Майкъл Кейн
- 1988 – Самоличността на Борн, с Ричард Чембърлейн и Жаклин Смит
- 1997 – Апокалиптичният часовник, минисериал с Патрик Бергин
- 2002 – Самоличността на Борн, с Мат Деймън и Франка Потенте
- 2004 – Превъзходството на Борн, с Мат Деймън
- 2006 – Факторът на Хадес, минисериал със Стивън Дорф
- 2007 – Ултиматумът на Борн, с Мат Деймън
- 2012 – Наследството на Борн, с Джеръми Ренър, Рейчъл Уайз и Едуард Нортън

очакват се още:
- 2013 – Кръгът Матарезе, с Дензъл Уошингтън
- 2014 – Ръкописът на Чанслър, с Леонардо ди Каприо